# Face pull
O face pull é um exercício de treinamento com pesos que tem como alvo principal a musculatura da parte superior das costas e ombros, a saber, os deltóides posteriores, trapézio, romboides, bem como os músculos infraespinhal e redondo menor do manguito rotador. O face pull é considerado um exercício importante para a saúde e a estabilidade do ombro.

## Biomecânica
Na articulação glenoumeral, o movimento do úmero é realizado por uma combinação de abdução transversal, pelos deltóides posteriores e laterais, e rotação externa, pelo infraespinhal e redondo menor. Na articulação escápulo-torácica, as fibras média e inferior do trapézio e romboides se contraem para realizar a retração das escápulas. Em menor grau, o bíceps está envolvido para flexionar a articulação do cotovelo, enquanto os eretores da coluna estabilizam isometricamente a região lombar.

## Execução
O face pull geralmente é realizado em pé, usando uma máquina de cabos e um acessório para corda, com o sujeito remando o acessório em direção a face, com os cotovelos afastados. O exercício também pode ser realizado sentado ou com faixas de resistência.